# Principado de Leyen
O Principado de Leyen foi um estado napoleônico alemão que existiu em Hohengeroldseck de 1806 a 1814 no oeste do atual estado de Baden-Württemberg. A Casa de Leyen havia adquirido vários distritos no oeste da Alemanha e estes acabaram por ser herdados pela linhagem de Leyen dos condes de Adendorf. Em 1797, a França derrotou o Sacro Império Romano e este perdeu todas as suas terras a oeste do Reno. Após a derrota da Áustria em 1806, o conde Philip Francis de Adendorf foi elevado a príncipe e suas terras renomeadas para "Principado de Leyen". O território formava um enclave cercado por Baden. O príncipe Philip Francis, como muitos outros membros da Confederação do Reno, se converteu em um fantoche do estado francês, assim, após a derrota de Napoleão na Batalha de Leipzig em 1813, o Congresso de Viena optou pela mediatizar seu reino e cedê-lo à Áustria. Em 1819, a Áustria o transferiu para Baden.